# Turnera coerulea
Turnera coerulea är en passionsblomsväxtart som beskrevs av José Mariano Mociño, Amp; Sesse och Dc.. Turnera coerulea ingår i släktet Turnera och familjen passionsblomsväxter. Utöver nominatformen finns också underarten T. c. surinamensis.